# Adolf Loos

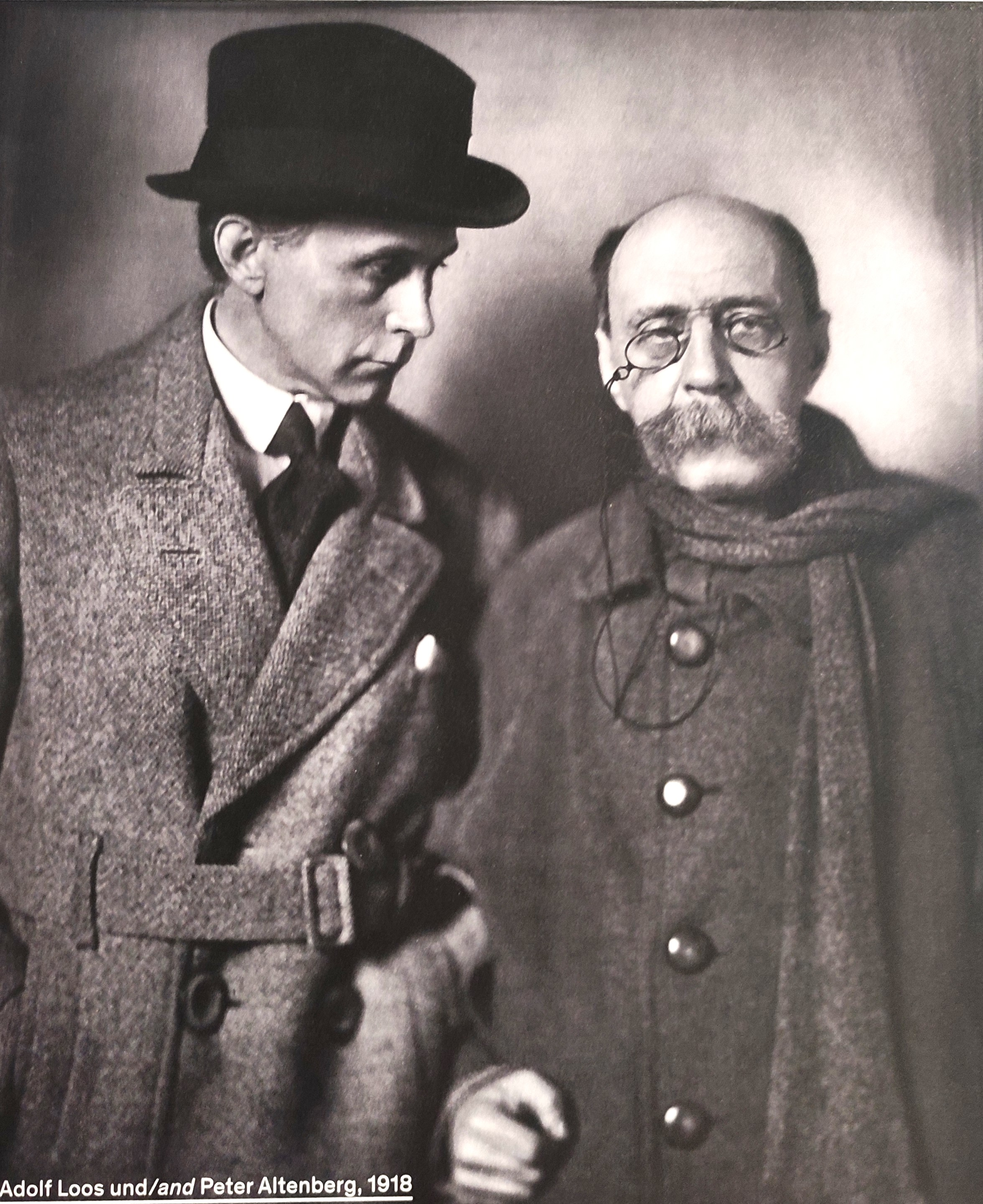
Adolf Loos a Peter Altenberg, Vídeň 1918

Adolf Franz Karl Viktor Maria Loos (10. prosince 1870 Brno – 23. srpna 1933 Kalksburg u Vídně) byl moravsko-rakouský a československý architekt a teoretik architektury, klasik moderní architektury a čelný představitel architektonického purismu. Spolu s Leopoldem Bauerem, Josephem Mariou Olbrichem a Josefem Hoffmannem patří k rodákům z Moravy a Slezska, kteří ovlivnili evropskou architekturu.

## Životopis
Narodil se v Brně v rodině kamenosochaře Adolfa Loose staršího (1829–1879) a Marie, rozené Hertlové (1833–1921). Měl sestry Marii (1872–1907), později provdanou Pirschlovou, a Herminu (1873–1904). Oba jeho rodiče pocházeli z Jihlavy. Otec vystudoval sochařství ve Vídni, následně se přestěhoval do Brna a vybudoval zde jeden z největších kamenických závodů ve městě. Rodinný dům s dílnou stával v dnešní Kounicově ulici v místě, kde dnes stojí hotel Continental. Po brzké smrti otce neměl Adolf mladší jednoduché dětství a byl těžko zvladatelným dítětem. Obecnou školu navštěvoval v Brně a poté vystřídal několik gymnázií (na dnešním Komenského nám. v Brně, v Jihlavě a v Melku); byly to především matčiny pokusy usměrnit svéhlavou osobnost, když ani benediktinům v Melku se to nepodařilo.
Znamenitá odborná studia poté absolvoval na průmyslové škole v Liberci (před pavilonem H Technické univerzity – dříve budovy Stavoprojektu má památník) a v Brně, kde odbornou přípravu dokončil. Krátce studoval i na drážďanské technické univerzitě. V letech 1893–1896 pobýval ve Spojených státech, nejprve u příbuzných a později vystřídal řadu aktivit od pomocných prací v hotelech, na stavbách až po psaní uměleckých kritik. Pohyboval se zejména ve Filadelfii, New Yorku a Chicagu. V Chicagu se seznámil s výsledky Chicagské školy. Po návratu do Evropy nejprve musel nastoupit vojenskou službu jako rezervní důstojník v Brně a Uherském Hradišti a poté se usadil ve Vídni, kde brzy stanul v čele modernistického hnutí. Zapadl do intelektuální společnosti, ke které patřili zejména Karl Kraus, Petr Altenberg a Egon Schiele. Začal psát do listů a časopisů jako Die Zeit, Wage, Fremden Blatt, Neue Freie Presse. Články vzbudily pozornost a přinesly mu i první úkol – návrh krejčovského salonu Ebenstein, který mu přenechal kolega Max Fabiani. O rok později navrhl kavárnu Museum (dnes pozměněnou), která se stala centrem vídeňského uměleckého a intelektuálního kvasu na mnoho desítek let.
První manželkou Adolfa Loose se stala v roce 1902 herečka Lina Loosová, rozená Obertimpflerová (1882–1950). Manželství skončilo po třech letech. Druhou manželkou byla v letech 1919 až 1926 zpěvačka, tanečnice, herečka a spisovatelka Elsie Loosová, rozená Altmannová (1899–1984). V roce 1929 vstoupil do posledního manželství s fotografkou a spisovatelkou Klárou Loosovou, rozenou Beckovou (1904–1942), jež trvalo do rozvodu v roce 1932.
V prvním desetiletí 20. století byl Adolf Loos jednou z nevlivnějších postav vídeňské tvůrčí společnosti. Ovlivňoval nejvýznamnější osobnosti oné doby, jak se z toho sami vyznali: zejména Ludwig Wittgenstein, Arnold Schoenberg a Le Corbusier.
Po zániku Rakousko-Uherska se dynamické a intelektuální milieu z velké míry rozpadlo a svou roli sehrála také těžká hospodářská situace Rakouska. V té době Loos obracel svou pozornost stále více do Českých zemí, odkud pocházel a kde se velmi úspěšně rozvíjela moderní architektura, mladí tvůrci převzali štafetu a silně se inspirovali právě u Loose. V roce 1930 prohlásil:
„Žil jsem dlouho ve Vídni a z tohoto města jsem nikdy neslyšel díků za svou činnost. V Československu jsem nežil a byl jsem tu gentlemansky přijímán vládou i jednotlivými osobami. Československo je ze všech zemí, které znám, nejklidnější, nejpilnější a nejspořádanější,"

Od poloviny 20. let se stále více hlásily následky dřívějšího onemocnění syfilidou a od roku 1928 mu rychle se zhoršující nemoc nejen znemožňovala práci, kterou víc a více konali jeho asistenti a společníci, ale uvrhla jej do chudoby a společenské izolace. Byl obviněn, že na konci léta 1928 údajně sexuálně obtěžoval několik mladých dívek, které pro něho pracovaly jako modelky. Soud proběhl v listopadu a prosinci 1928. Nakonec byl uznán vinným z některých méně závažných bodů obžaloby. Zemřel ve věku 62 let v soukromém sanatoriu Dr. Schwarzwalda ve vídeňském předměstí Kalksburg. Pohřben byl na Centrálním hřbitově ve Vídni v čtvrti Simmering v 11. městském okresu na jihovýchodním okraji rakouského hlavního města.

## Dílo

### Architektonický styl
Adolf Loos nebyl moderním architektem v pravém smyslu slova. Jeho práce je ale přímým předstupněm moderní architektury. Část vídeňské společnosti byla jeho díly zaskočena a vyprovokována k obranným reakcím. Café Museum (Kavárna muzeum) se díky Loosovu strohému interiéru přezdívalo Café nihilismus, obchodnímu domu Goldman a Salatsch na Michalském náměstí, jehož holá fasáda ční přímo naproti honosnému vchodu do císařského paláce Hofburg, se přezdívalo „obilní silo“ nebo „dekl od kanálu“ (podle rozmístění oken).
Společnost však nikdy není jednolitá a jiná její část ji naopak podporovala a Loos neměl v prvních dvou desetiletích o klienty nouzi. Jeho stavebníci se navíc rekrutovali z majetných kruhů. Rozhodující vliv měla Loosova tvorba spadající do let 1904–1910. Tehdy vznikla vila Karma (1904) blízko švýcarského Montreux pro původem vídeňského fyziologa Theodora Beera, traktát Ornament a zločin a vila Steiner ve vídeňské vilové čtvrti Hietzing (1910).
Loos odmítal v architektuře i v užitém umění cokoli, co brání plnému využití všech funkcí díla. Ve vlivném článku Ornament a zločin (Ornament und Verbrechen, 1910) se zabýval tím, za jakých okolností je ornament zločinem, který jen zbytečně bere čas a peníze, jež by mohly být věnovány užitečnějším věcem. "Ornament býval kdysi nerozlučně spjat se slovem ,krása´. Díky mé celoživotní práci jen spojován spíše se slovem ,průměrnost´." Architektura podle něj nepatří mezi umění, což ale neznamená, že nemá splňovat estetické ideály. Vidí je v harmonii, účelovosti, strohé a důstojné eleganci moderního člověka, zbaveného zátěže starého, v mnohém však i krásného světa.

### Raumplan
Během první světové války rozvinul Adolf Loos princip uspořádání vnitřního prostoru stavby zvaný Raumplan (pojmenování nemá český ekvivalent a v německém tvaru již zdomácnělo). Navrhování stavby podle Raumplanu spočívá v narušení horizontálního navazování jednotlivých pater, vnitřek stavby je členěn na jednotlivé kubusy s rozdílnou světlou výškou a tím dochází k propojení místností s různými výškovými úrovněmi. Tento způsob řešení prostoru nebyl zcela nový, živelně se uplatňoval již ve starověkých a středověkých stavbách, stejně jako byl vlastní jistým druhům prostor z užitných důvodů (obchody, knihovny a knihkupectví, sýpky apod.). Loos jej však v součinnosti se svými asistenty povýšil na princip, nakládal s ním s velkým důmyslem a mistrovstvím a vytvořil s jeho užitím několik ceněných děl. K nim náleží vila Josefa Rufera (1922), vila avantgardního básníka rumunského původu Tristana Tzary na Montmartru (1927), vila Moller ve Vídni (1927–1928) a Müllerova vila v Praze (1930). Poprvé se tento postup objevil v Loosově díle v plném rozsahu v roce 1915 při rekonstrukci další vídeňské budovy, vily Mandl. První náznaky těchto principů (i když při stejné úrovni podlah) ovšem užil již dříve – například u krejčovského salonu Knize.

### Další práce
Po skončení první světové války vytvořil Loos několik děl, která vyvolala velký ohlas a výraznou měrou (vlivem) se zapsala do dějin kultury. Patří k nim dokonce i návrh vily pro Josephine Bakerovou (1927), který nebyl realizován následkem žárlivého vztahu dvou slavných architektů – Adolfa Loose a Le Corbusiera – k této elektrizující ženě. Adolf Loos vyslal svého společníka Heinricha Kulku do Paříže, aby přímo tam vedl návrhové práce a pravidelně se slavnou tanečnicí konzultoval. Dále mají značný význam vila Tristana Tzary, horská vila Khuner v Payerbachu u Semmeringu a také Müllerova vila v Praze. Pro české země vytvořil Adolf Loos hodně přes třicet návrhů v rozmezí 30 let jeho tvorby. Například rozsáhlý soubor bytových interiérů pro místní židovské podnikatele v Plzni. Největší vliv na další rozvoj moderní architektury měla však dnes polozapomenutá Bauerova vila v Hrušovanech u Brna, která měla též zásadní vliv – jako silný inspirační zdroj – na Jindřicha Kumpošta, Jaroslava Grunta a Bedřicha Rozehnala podle jejich vlastního zhodnocení.
Adolf Loos měl značný zájem také o sociální tvorbu. V polovině 20. let byl hlavním architektem vídeňského sociálního programu a navrhl dřevěné sídliště Lainz. Větší pozornost by zasloužil jeho soubor domů pro pracující (dochovaných, částečně přestavěných) v Náchodě-Babí v horní části ulice Na Vyšehradě. Je vynikající ukázkou dělnické kolonie domků s plným využitím prostoru na jednoduché a účelné byty a jeho jediným dílem ve východních Čechách.
Adolf Loos se dostal znovu do ohniska světové pozornosti na přelomu 70. a 80. let, mimo jiné v souvislosti s tehdejším zájmem o postmoderní architekturu charakterizovanou Charlesem Jencksem. Loosův návrh budovy Chicago Tribune z věhlasné architektonické soutěže (1924) se stal téměř hlavní ikonou tohoto hnutí.

## Výstavy
- ADOLF LOOS SVĚTOOBČAN – výstava a stream vernisáže k výročí 150 let od narození světově proslulého architekta. Národní technické muzeum, Praha. 11. prosinec 2020 – 1. srpen 2021[19]

## Práce českých badatelů
Vedle zájmu specialistů o Loosovo dílo z různých zemí, zejména z Rakouska, Itálie, Holandska, Izraele a USA je třeba připomenout mimořádnou objevnost práce v exilu usazené historičky umění Věry Běhalové, za kterou stojí pionýrská práce o vile Karma, a Vladimíra Šlapety s jeho útlým, ale převratným katalogem z 80. let 20. století.

## Stavby a realizace
- bytSalon Ebenstein ve Vídni, Kohlmarkt, 1897
- Café Museum, roh Operngasse a Friedrichstrasse ve Vídni, 1899
- Byt Turnowských, Wohllebengasse 19 ve Vídni, 1900
- Heroldův dům, Jiráskova 26 v Brně-Veveří, 1900
- Byt Adolfa Loose, Bösendorferstrasse 3 ve Vídni, 1903
- Vila Karma v Clarens u Montreux, 1904–1906
- Vila Dr. Julia Perla, Slovanská 1092/9, Nový Jičín (participace na projektu), 1906-1907
- American Bar (také Kärtner Bar), Kärtner Durchgang ve Vídni, 1908
- obchodní dům Goldman a Salatsch (Looshaus) ve Vídni, 1909–1911
- Steinerův dům, St.-Veit-Gasse 10 ve Vídni, 1910
- Krejčovský salon KNIŽE, Graben 13 ve Vídni, 1910–1913
- Manzovo knihkupectví ve Vídni, 1912
- Scheuův dům, Larochegasse 3 ve Vídni, 1912–1913
- Vila Viktora Bauera, Loosova 214 v Hrušovanech u Brna, 1913–1914[20]
- Cukerní rafinerie Viktora Bauera, Nádražní 24 v Hrušovanech u Brna, 1916[21]
- Bauerův zámeček v Brně, dnes součást Brněnského výstaviště, přestavba pro průmyslníka JUDr. Viktora Bauera
- Sídlištní domy v Lainzu, Hermesstrasse 1–77, 85–99 ve Vídni, 1921
- Venkovský dům Spanner, Gumpoldskirchen, 1923
- Dům a studio Tristana Tzary, Avenue Junot 15 v Paříži, 1926
- apartmán Richarda Hirsche, Plachého 6 v Plzni, 1927 (zachráněn před zničením v roce 1987, převezen, restaurován a instalován v Praze)[22]
- Mollerův dům, Starkfriedgasse 19 ve Vídni, 1927–1928
- Müllerova vila, Nad Hradním vodojemem 14, Praha–Střešovice, 1928–1930
- Winternitzova vila, Na Cihlářce 10, Praha 5, 1931-1932
- Dům v kolonii Werkbundsiedlung Hietzing, 1930–1932
- Vzorové domy Woinovichgasse 13, 15, 17, 19 ve Vídni, 1931
- Brummelův dům, Husova 58, Plzeň, 1928[23]
- Řada bytových interiérů v Plzni[24]
  - byt v Bendově ul.10 Willyho a Gertrudy Krausových, 1930–1931, movitá kulturní památka
  - byt doktora Josefa Vogla, Klatovská tř. 12, 1929
  - byt Leo Brummela, Klatovská tř. 140, 1929[25]
  - byt Oskara a Jany Semlerových, Klatovská tř. 19, 1931–1932[26]
  - Semlerova rezidence, Klatovská tř. 110, 1932–1934[27]
  - byt Huga a Olgy Naschauerových, Husova ul. 20, 1931–1932
  - byt Marthy a Willyho Hirsche, Plachého 6, 1907–1908[28]
  - byt Otty Herrmanna v Skrétově ul. 24 (1933–1935, pravděpodobně realizováno některým ze žáků až po smrti A. Loose)
  - byt Pavla a Lili Weinerových na nám. Republiky 22, 1931
  - adaptovaný interiér bytu Otta a Olgy Beckových v nájemním domě Antonína Müllera, Náměstí Míru 2, 1928 (ztraceno během války)[29]
  - jídelna bytu Leopolda Eisnera, Šafaříkovy sady 9, 1930 (demolice 1974)[30]
- Náchod – kolonie rodinných dělnických domků – Babí, Na Vyšehradě, čp. 154–161 (Evidovaná památka číslo 4780), 1931[31]

## Publikace
- LOOS, Adolf. Ins Leere Gesprochen 1897-1900. Paris: Georges Crès, 1921. 167 s.

## Galerie

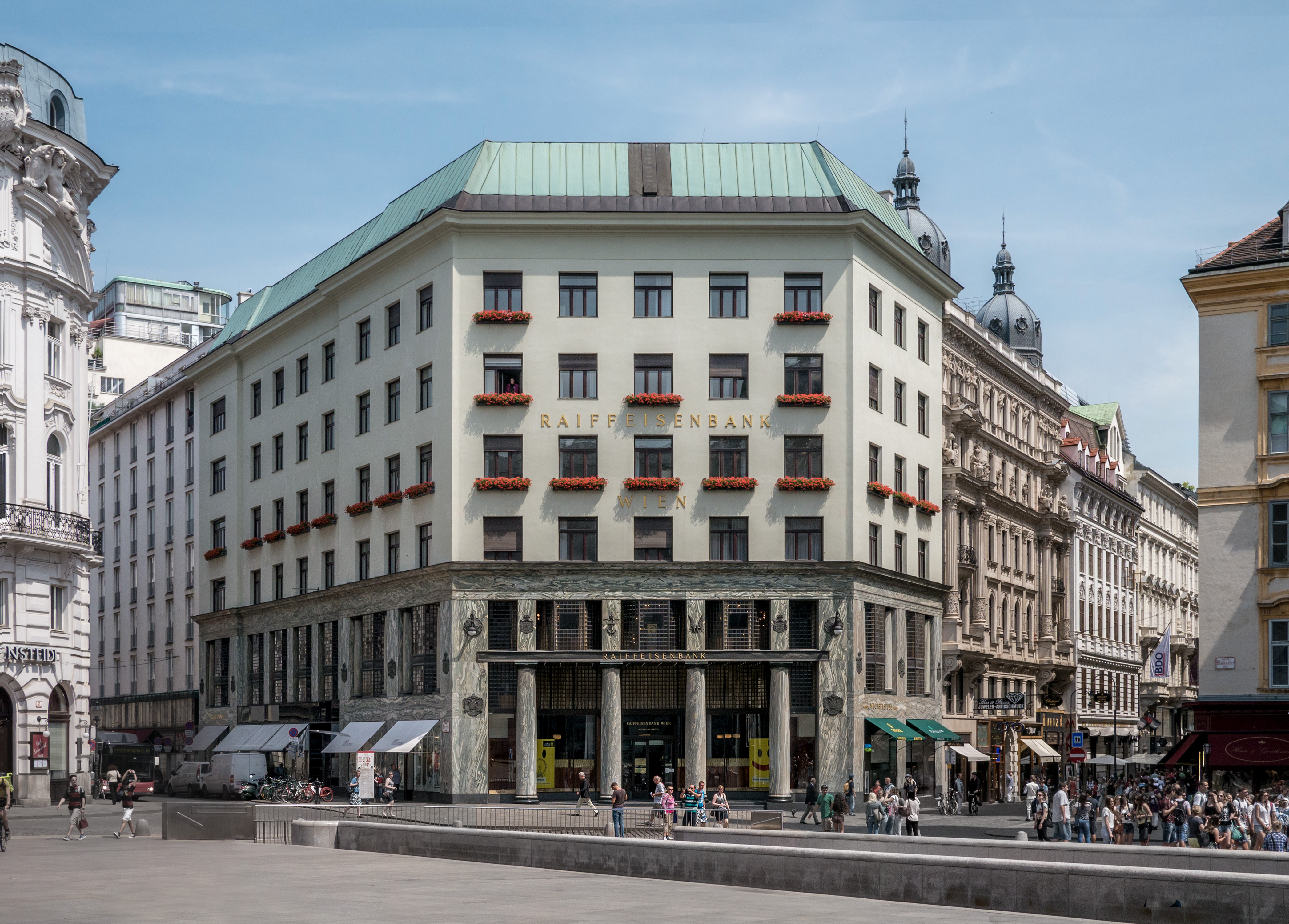
obchodní dům Goldman a Salatsch (Looshaus) na Michalském náměstí ve Vídni, 1911
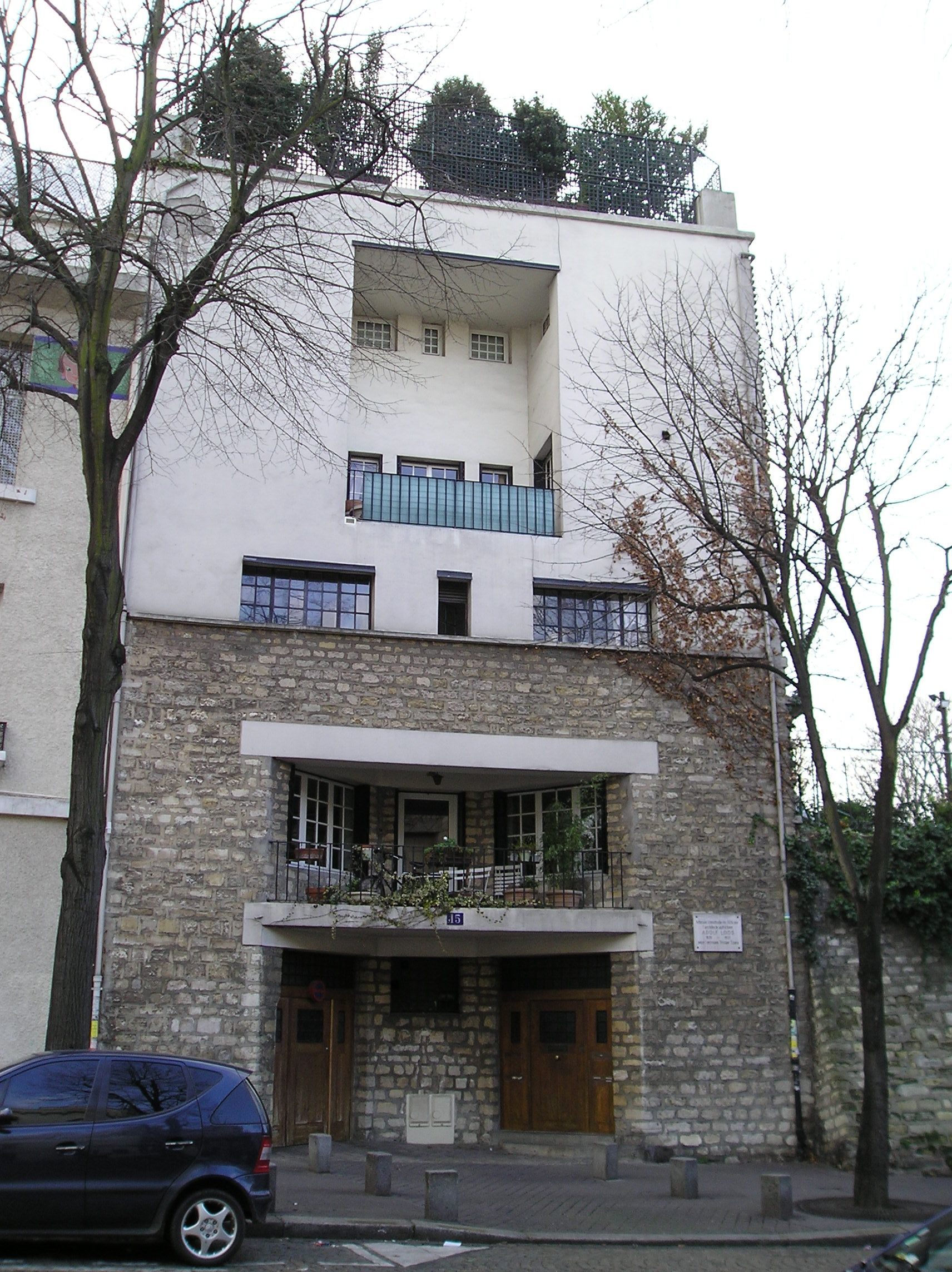
Dům Tristana Tzary v Paříži, 1928
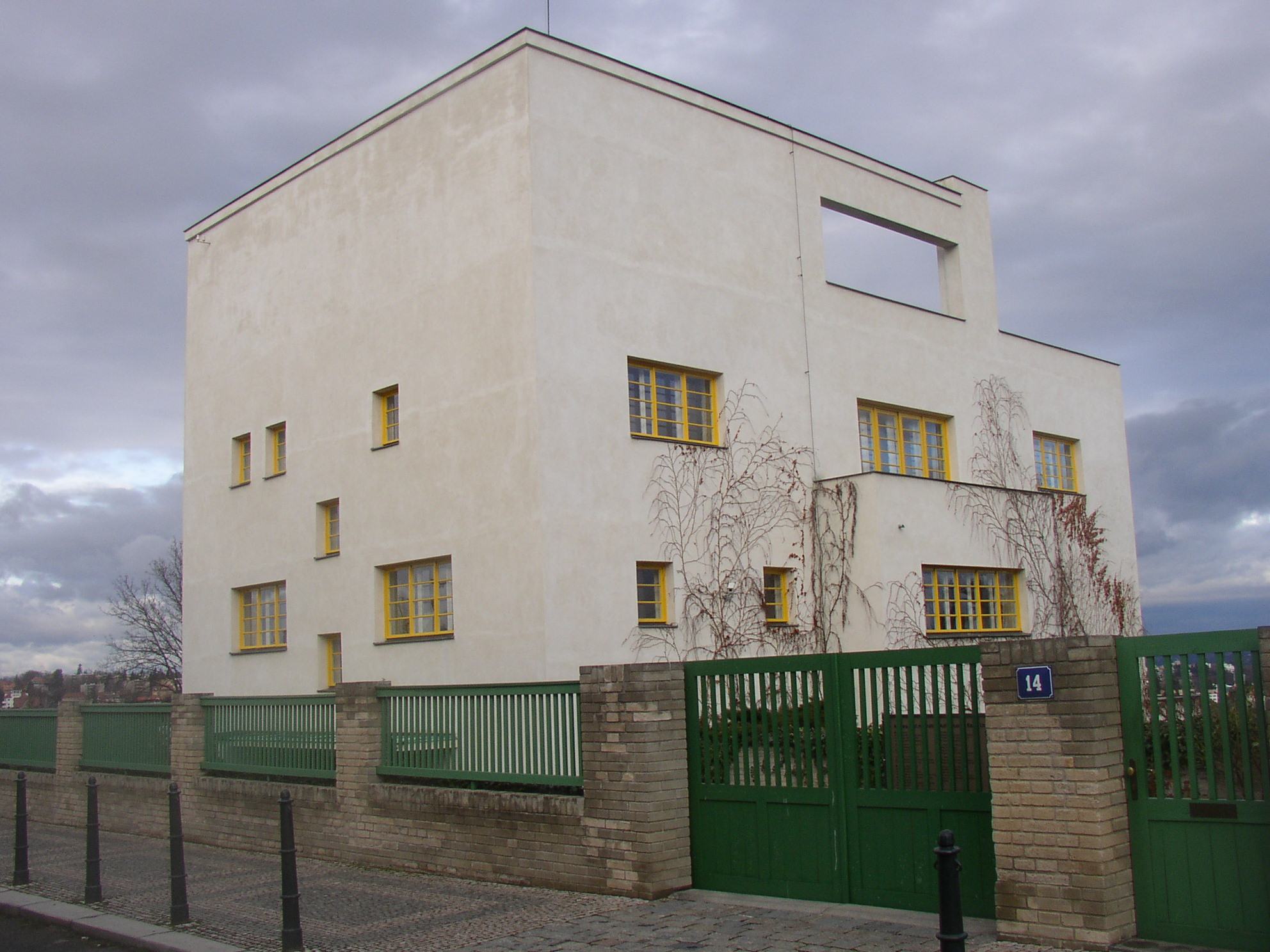
Müllerova vila od Adolfa Loose v Praze-Střešovicích, 1930. Pohled od jihu
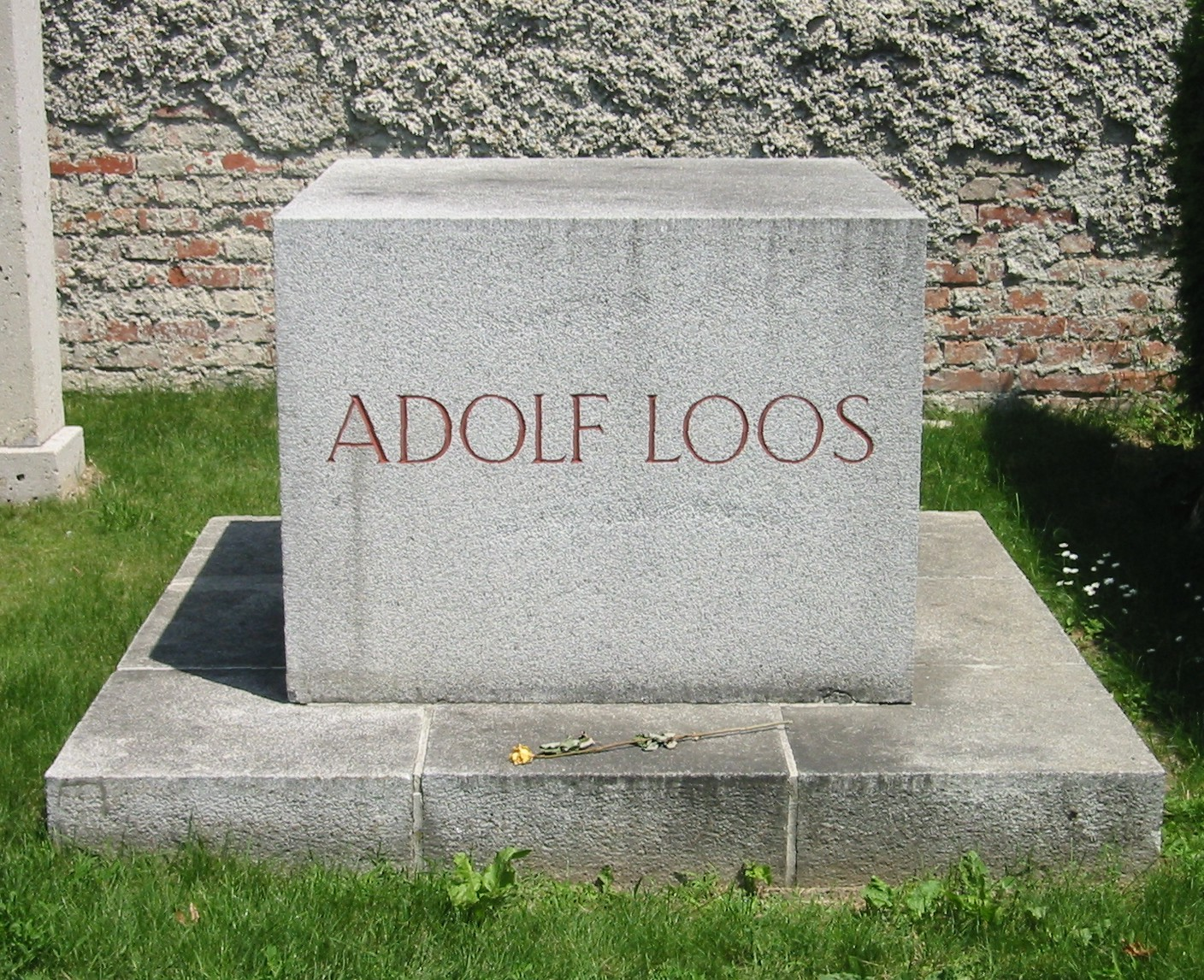
Vlastní náhrobek

## Žáci a spolupracovníci
- Felix Augenfeld
- Otto Bauer
- Josef Berger
- Hans Blumenfeld
- Hugo Ehrlich
- Leopold Ehrmann
- Paul Engelmann
- Peter Feile
- Guiseppe De Finetti
- Leopold Fischer
- Ernst Ludwig Freud
- Jacques Groag
- Gabriel Guevrekian
- Alfons Hetmanek
- Franz Kaym
- Norbert Krieger
- Heinrich Kulka
- Karel Lhota
- Walter Loos
- Zlatko Neumann
- Richard Neutra
- Franz Schacherl
- Rudolf Michael Schindler
- Franz Schuster
- Margarete Schütte-Lihotzky
- Kurt Unger
- Helmut Wagner-Freisheim
- Rudolf Wels
- Hans Welz[32]